# Billboard Music Awards 2006
Die Billboard Music Awards 2006 wurden am 4. Dezember 2006 in der MGM Grand Garden Arena in Paradise, Nevada verliehen. Es war die letzte Ausgabe der Awards bis zur Neuauflage 2011.

## Sieger und Nominierungen
Die Gewinner stehen als erstes und in Fettschrift.
| Artist of the Year | New Artist of the Year |
| --- | --- |
| - Chris Brown - Nickelback - Rascal Flatts - Sean Paul | - Chris Brown - James Blunt - The Fray - Ne-Yo |
| Male Artist of the Year | Female Artist of the Year |
| - Chris Brown - Ne-Yo - Sean Paul - Justin Timberlake | - Rihanna - Beyoncé - Mary J. Blige - Kelly Clarkson |
| Duo/Group of the Year | Male Billboard 200 Album Artist of the Year |
| - Nickelback - The Fray - The Pussycat Dolls - Rascal Flatts | - Eminem - James Blunt - Johnny Cash - Kenny Chesney |
| Female Billboard 200 Album Artist of the Year | Billboard 200 Album Duo/Group of the Year |
| - Carrie Underwood - Mary J. Blige - Mariah Carey - Kelly Clarkson | - Rascal Flatts - The Black Eyed Peas - Nickelback - The Pussycat Dolls |
| Album of the Year | Male Hot 100 Artist of the Year |
| - Some Hearts – Carrie Underwood - All the Right Reasons – Nickelback - Me and My Gang – Rascal Flatts - High School Musical (Soundtrack) – Various Artists                                                                            | - Sean Paul - Chris Brown - Ne-Yo - Justin Timberlake |
| Female Hot 100 Artist of the Year | Hot 100 Duo/Group of the Year |
| - Rihanna - Beyoncé - Mary J. Blige - Kelly Clarkson | - Nickelback - The All-American Rejects - The Fray - The Pussycat Dolls |
| Hot 100 Single of the Year | Hot 100 Airplay Song of the Year |
| - Bad Day – Daniel Powter - Promiscuous – Nelly Furtado featuring Timbaland - Temperature – Sean Paul - Hips Don’t Lie – Shakira featuring Wyclef Jean                                                                                 | - Be Without You – Mary J. Blige - Check on It – Beyoncé featuring Bun B & Slim Thug - So Sick – Ne-Yo - Temperature – Sean Paul                                                                 |
| Digital Album Artist of the Year | Digital Album of the Year |
| - The Fray - James Blunt - Jack Johnson - John Mayer | - How to Save a Life – The Fray - Back to Bedlam – James Blunt - Continuum – John Mayer - FutureSex/LoveSounds – Justin Timberlake                                                               |
| Digital Songs Artist of the Year | Digital Song of the Year |
| - The Fray - The All-American Rejects - Nickelback - Sean Paul | - Bad Day – Daniel Powter - You're Beautiful – James Blunt - Crazy – Gnarls Barkley - Promiscuous – Nelly Furtado featuring Timbaland                                                            |
| Videoclips Artist of the Year | Videoclip of the Year |
| - T.I. - Beyoncé - Mary J. Blige - Chris Brown | - Be Without You – Mary J. Blige - So Sick – Ne-Yo - Touch It – Busta Rhymes - Why You Wanna – T.I.                                                                                              |
| Pop 100 Artist of the Year | Pop 100 Single of the Year |
| - Rihanna - Nickelback - Sean Paul - The Pussycat Dolls | - Promiscuous – Nelly Furtado featuring Timbaland - Temperature – Sean Paul - Bad Day – Daniel Powter - Hips Don’t Lie – Shakira featuring Wyclef Jean                                           |
| Pop 100 Airplay Song of the Year | R&B/Hip-Hop Artist of the Year |
| - Hips Don’t Lie – Shakira featuring Wyclef Jean - Unwritten – Natasha Bedingfield - Check on It – Beyoncé featuring Bun B & Slim Thug - Promiscuous – Nelly Furtado featuring Timbaland                                               | - Mary J. Blige - Jamie Foxx - Ne-Yo - T.I. |
| New R&B/Hip-Hop Artist of the Year | Male R&B/Hip-Hop Artist of the Year |
| - Ne-Yo - Chris Brown - LeToya - Yung Joc | - T.I. - Chris Brown - Jamie Foxx - Ne-Yo |
| Female R&B/Hip-Hop Artist of the Year | R&B/Hip-Hop Duo/Group of the Year |
| - Mary J. Blige - Beyoncé - Mariah Carey - Keyshia Cole | - Dem Franchize Boyz - The Black Eyed Peas - The Isley Brothers - Three 6 Mafia |
| R&B/Hip-Hop Album Artist of the Year | R&B/Hip-Hop Album of the Year |
| - Mary J. Blige - Jamie Foxx - Lil Wayne - T.I. | - The Breakthrough – Mary J. Blige - Unpredictable – Jamie Foxx - In My Own Words – Ne-Yo - King – T.I.                                                                                          |
| R&B/Hip-Hop Songs Artist of the Year | R&B/Hip-Hop Single of the Year |
| - Mary J. Blige - Chris Brown - Ne-Yo - T.I. | - Be Without You – Mary J. Blige - Unpredictable – Jamie Foxx featuring Ludacris - So Sick – Ne-Yo - It's Goin' Down – Yung Joc                                                                  |
| R&B/Hip-Hop Airplay Song of the Year | Rap Artist of the Year |
| - Be Without You – Mary J. Blige - Unpredictable – Jamie Foxx featuring Ludacris - Looking for You – Kirk Franklin - So Sick – Ne-Yo                                                                                                   | - T.I. - Dem Franchize Boyz - Sean Paul - Yung Joc |
| Rap Album Artist of the Year | Rap Album of the Year |
| - T.I. - Eminem - Lil Wayne - Ludacris | - King – T.I. - Curtain Call: The Hits – Eminem - Tha Carter II – Lil Wayne - Duets: The Final Chapter – The Notorious B.I.G.                                                                    |
| Rap Single of the Year | Country Artist of the Year |
| - It's Goin' Down – Yung Joc - Snap Yo Fingers – Lil Jon featuring E-40 & Sean Paul of the YoungBloodZ - Lean wit It, Rock wit It – Dem Franchize Boyz featuring Lil Peanut & Charlay - Grillz – Nelly featuring Paul Wall, Ali & Gipp | - Kenny Chesney - Toby Keith - Rascal Flatts - Carrie Underwood |
| New Country Artist of the Year | Male Country Artist of the Year |
| - Carrie Underwood - Eric Church - Heartland - The Wreckers | - Kenny Chesney - Toby Keith - Tim McGraw - Keith Urban |
| Female Country Artist of the Year | Country Duo/Group of the Year |
| - Carrie Underwood - Sara Evans - Faith Hill - Gretchen Wilson | - Rascal Flatts - Brooks & Dunn - Little Big Town - Sugarland |
| Country Album Artist of the Year | Country Album of the Year |
| - Rascal Flatts - Johnny Cash - Kenny Chesney - Carrie Underwood | - Some Hearts – Carrie Underwood - The Legend of Johnny Cash – Johnny Cash - The Road and the Radio – Kenny Chesney - Me and My Gang – Rascal Flatts                                             |
| Country Songs Artist of the Year | Country Song of the Year |
| - Kenny Chesney - Toby Keith - Rascal Flatts - Carrie Underwood | - If You're Going Through Hell (Before the Devil Even Knows) – Rodney Atkins - The Word – Brad Paisley - Summertime – Kenny Chesney - What Hurts the Most – Rascal Flatts                        |
| Rock Artist of the Year | Rock Album of the Year |
| - Nickelback - Disturbed - Red Hot Chili Peppers - Shinedown | - All the Right Reasons – Nickelback - Back to Bedlam – James Blunt - A Fever You Can't Sweat Out – Panic! at the Disco - Stadium Arcadium – Red Hot Chili Peppers                               |
| Rock Single of the Year | Modern Rock Artist of the Year |
| - Animal I Have Become – Three Days Grace - Speak – Godsmack - Animals – Nickelback - Dani California – Red Hot Chili Peppers | - Red Hot Chili Peppers - AFI - Blue October - Shinedown |
| Modern Rock Single of the Year | Soundtrack Album of the Year |
| - Dani California – Red Hot Chili Peppers - Miss Murder – AFI - The Kill (Bury Me) – 30 Seconds to Mars - Animal I Have Become – Three Days Grace                                                                                      | - High School Musical – Various Artists - Walk the Line – Various Artists - Get Rich or Die Tryin' OST – Various Artists - Sing-A-Longs and Lullabies for the Film Curious George – Jack Johnson |
| Billboard Century Award | |
| Tony Bennett | |

## Mehrfachgewinner und -nominierte
| Nominierungen | Künstler                 |
| ------------- | ------------------------ |
| 13            | Mary J. Blige            |
| 12            | Ne-Yo                    |
| 10            | Nickelback               |
| 10            | Rascal Flatts            |
| 10            | T.I.                     |
| 9             | Sean Paul                |
| 8             | Chris Brown              |
| 8             | Carrie Underwood         |
| 7             | Kenny Chesney            |
| 6             | Beyoncé                  |
| 6             | Jamie Foxx               |
| 6             | The Fray                 |
| 6             | Red Hot Chili Peppers    |
| 5             | James Blunt              |
| 4             | Kelly Clarkson           |
| 4             | Nelly Furtado            |
| 4             | The Pussycat Dolls       |
| 4             | Timbaland                |
| 4             | Yung Joc                 |
| 3             | Johnny Cash              |
| 3             | Dem Franchize Boyz       |
| 3             | Eminem                   |
| 3             | Wyclef Jean              |
| 3             | Toby Keith               |
| 3             | Lil Wayne                |
| 3             | Ludacris                 |
| 3             | Daniel Powter            |
| 3             | Rihanna                  |
| 3             | Shakira                  |
| 3             | Justin Timberlake        |
| 2             | AFI                      |
| 2             | The All-American Rejects |
| 2             | The Black Eyed Peas      |
| 2             | Bun B                    |
| 2             | Mariah Carey             |
| 2             | High School Musical      |
| 2             | Jack Johnson             |
| 2             | John Mayer               |
| 2             | Shinedown                |
| 2             | Slim Thug                |
| 2             | Three Days Grace         |

| Wins | Artist                |
| ---- | --------------------- |
| 8    | Mary J. Blige         |
| 5    | T.I.                  |
| 5    | Carrie Underwood      |
| 4    | Nickelback            |
| 3    | Chris Brown           |
| 3    | Kenny Chesney         |
| 3    | The Fray              |
| 3    | Rascal Flatts         |
| 3    | Rihanna               |
| 2    | Daniel Powter         |
| 2    | Red Hot Chili Peppers |